# Internet Key Exchange
Internet Key Exchange (IKE, verze IKEv1 a IKEv2) je protokol používaný pro zabezpečené spojení vytvořením security association (SA) v IPsec. IKE využívá protokolu Oakley a ISAKMP. Pro autentizaci jsou používány certifikáty X.509 (předsdílené nebo distribuované pomocí DNS, nejlépe s DNSSEC) nebo v novějším IKEv2 autentizaci EAP (jméno a heslo), což slouží pro dohodnutí tajného klíče sdílené relace pomocí DH výměny klíčů ze kterého jsou odvozeny kryptografické klíče. Kromě toho musí být ručně udržována bezpečnostní politika pro každého klienta, který se připojuje.

## Historie
The Internet Engineering Task Force (IETF) původně definovala IKE v listopadu 1998 v sérii publikací RFC: RFC 2407, RFC 2408 a RFC 2409:
- RFC 2407 definuje Internet IP Security Domain of Interpretation pro ISAKMP.
- RFC 2408 definuje Internet Security Association a Key Management Protocol (ISAKMP).
- RFC 2409 definuje Internet Key Exchange (IKE).

RFC 4306 aktualizovalo IKE na verzi dva (IKEv2) v prosinci 2005. RFC 4718 objasňuje některé otevřené detaily v říjnu 2006. RFC 5996 kombinuje tyto dva dokumenty plus doplňující objasnění do aktualizovaného IKEv2 publikované v září 2010. Pozdější aktualizace povušuje dokument z Proposed Standard to Internet Standard publikovaný v říjnu 2014.
Mateřská organizace IETF, Internet Society (ISOC), převedla autorská práva k těmto standardům na volně dostupná pro internetovou komunitu.

## Architektura
Většina implementací IPsec se skládá z démona IKE, který běží v uživatelském prostoru, a zásobníku IPsec v jádře, který zpracovává skutečné IP pakety.
Démoni v uživatelského prostoru mají podle potřeby snadný přístup k úložišti obsahujícímu konfigurační informace, jako jsou adresy koncových bodů IPsec, klíče a certifikáty. Na druhé straně moduly jádra mohou zpracovávat pakety efektivně a s minimální režií – což je důležité z důvodů výkonu.
Protokol IKE používá UDP pakety, obvykle na portu 500, a obecně vyžaduje 4–6 paketů s 2–3 zpátečními cestami k vytvoření security association zabezpečení ISAKMP (SA) na obou stranách. Vyjednané klíče jsou pak předány IPsec zásobníku. Může to být například klíč AES, informace identifikující koncové body IP a porty, které mají být chráněny, a také jaký typ tunelu IPsec byl vytvořen. IPsec stack zase zachycuje příslušné IP pakety, pokud je to vhodné, a podle potřeby provádí šifrování/dešifrování. Implementace se liší v tom, jak se zachycování paketů provádí – některá například používají virtuální zařízení, jiná se vyhýbají firewallu atd.
IKEv1 se skládá ze dvou fází: fáze 1 a fáze 2.

### Vylepšení v IKEv2
Protokol IKEv2 byl popsán v RFC 4306 (příloha A) v roce 2005. Řešily se tyto problémy:
- Zmenšení počtu RFC: Specifikace IKE byly rozprostřeny do nejméně třech RFC nebo více, pokud vezmeme v úvahu procházení skze NAT a další rozšíření, která se běžně používají. IKEv2 je kombinuje v jednom RFC a zároveň přináší vylepšení podpory pro procházení skze NAT (Network Address Translation) a obecně procházení firewallem.
- Podpora standardní mobility: Existuje standardní rozšíření pro IKEv2 s názvem [rfc:4555 Mobility and Multihoming Protocol] (MOBIKE) (viz také IPsec), které se používá pro mobilní uživatele a multihomingu a Encapsulating Security Payload (ESP).
- NAT traversal : Zapouzdření IKE a ESP v User Datagram Protocol (UDP port 4500) umožňuje těmto protokolům procházet skrze zařízení nebo firewall provádějící NAT.[5]
- Podpora protokolu SCTP (Stream Control Transmission Protocol): IKEv2 podporuje protokol SCTP používaný v internetové telefonii (Voice over IP , VoIP).
- Jednoduchá výměna zpráv: IKEv2 má jeden mechanismus počáteční výměny se čtyřmi zprávami, kde IKE poskytoval osm zřetelně odlišných mechanismů počáteční výměny, z nichž každý měl drobné výhody a nevýhody.
- Méně kryptografických mechanismů: IKEv2 používá k ochraně svých paketů kryptografické mechanismy, které jsou velmi podobné těm, které IPsec ESP používá k ochraně paketů IPsec. To vedlo k jednodušší implementaci a certifikaci pro Common Criteria a FIPS 140-2 (Federal Information Processing Standard), které vyžadují, aby každá kryptografická implementace byla ověřena samostatně.
- Spolehlivost a správa stavu: IKEv2 používá sekvenční čísla a potvrzení k zajištění spolehlivosti a nařizuje určitou logistiku zpracování chyb a sdílenou správu stavu. Původní IKE mohla skončit v mrtvém stavu kvůli nedostatku takových opatření spolehlivosti, kdy obě strany očekávaly, že druhá strana zahájí akci, která se nikdy neuskutečnila. Sice byla vyvinuta opatření (například Dead-Peer-Detection), ale nebyla standardizována, což znamenalo, že různé implementace IKE nebyly vždy navzájem kompatibilní.
- Odolnost útoku DoS (Denial of Service): IKEv2 neprovádí mnoho zpracování, dokud nezjistí, zda žadatel skutečně existuje. To vyřešilo některé problémy DoS, kterými trpí IKE a které by provádělo mnoho nákladného kryptografického zpracování z podvržených míst.

## Rozšíření protokolu
Pracovní skupina IETF ipsecme standardizovala řadu rozšíření s cílem modernizovat protokol IKEv2 a lépe jej přizpůsobit produkčním prostředím s vysokým provozem. Mezi tato rozšíření patří:
- IKE session resumption: obnovení relace IKE umožňuje obnovit IKE/IPsec relaci po selhání, aniž by bylo nutné projít celým procesem nastavení IKE (RFC 5723).
- IKE redirect: přesměrování příchozích požadavků IKE, což umožňuje jednoduché vyrovnávání zátěže mezi více koncovými body IKE (RFC 5685).
- IPsec traffic visibility: speciální označování paketů ESP, které jsou ověřené, ale nešifrované, s cílem usnadnit middleboxům (jako jsou systémy detekce narušení) analýzu toku (RFC 5840).
- Mutual EAP authentication: podpora pro autentizaci pouze pomocí EAP (tj. bez certifikátu) obou IKE stran; cílem je umožnit použití moderních autentizačních metod založených na heslech (RFC 5998).
- Quick crash detection: minimalizace času, než partner IKE detekuje, že jeho protější peer selhal (RFC 6290).
- High availability extensions: zlepšení vysoké dostupnosti synchronizace protokolu na úrovni IKE/IPsec mezi klastrem koncových bodů IPsec a koncovým zařízením, aby se snížila pravděpodobnost přerušení spojení po selhání (RFC 6311).

## Implementace
IKE je součástí implementace IPsec v systémech Windows 2000, Windows XP, Windows Server 2003, Windows Vista a Windows Server 2008. Implementaci ISAKMP/IKE společně vyvinuly společnosti Cisco a Microsoft. 
Microsoft Windows 7 a Windows Server 2008 R2 částečně podporují IKEv2 (RFC 7297) a MOBIKE (RFC 4555) prostřednictvím funkce VPN Reconnect (také známé jako Agile VPN ).
Existuje několik open source implementací IPsec s přidruženými schopnostmi IKE. Implementace v Linuxu, Libreswan, Openswan a strongSwan poskytují IKE démona, který nakonfiguruje (tj. vytvoří SA) pro IPsec stacky v jádře (KLIPS nebo XFRM/NETKEY). Nativní implementací IPsec od jádra Linuxu 2.6 je XFRM/NETKEY.
Dostupné jsou následující opensource implementace:
- OpenIKEv2,[8]
- strongSwan,
- Libreswan,
- Openswan,
- Racoon z projektu KAME,
- iked v OpenBSD.[9]